# Prästsläkter
Prästsläkt är ett begrepp inom svensk genealogi för att karakterisera vissa svenska släkter med medlemmar med koppling till kyrkan och dess prästerskap.

## Historik i Sverige
Med reformationen gavs svenska präster möjlighet att gifta sig och skaffa legitima barn. Med detta blev det vanligt att prästtjänster övergick på en son eller måg med biskopens och domkapitlets godkännande, eller att en ogift präst kunde få en tjänst genom konservering av änkan, det vill säga gifta sig med företrädarens änka.
Det var vanligt att bondsöner som sändes till gymnasiet avsåg att bli präster, och detta blev ofta en språngbräda för vidare socialt avancemang (se ståndscirkulation). 
Systemet för kyrkliga tjänstetillsättningar gjorde det samtidigt fördelaktigt för åtminstone någon son i en prästfamilj att stanna i faderns yrke och det uppstod därför släkter där man i många generationer – ibland under flera hundra år – var präster, eller släkter där ett anmärkningsvärt antal medlemmar samtidigt kunde återfinnas på olika prästtjänster, ofta inom samma stift. Ibland sammanföll dessa båda kategorier. Dessa kriterier gör att man kan anse vissa släkter som en typisk "prästsläkt".
Några exempel från Svenska kyrkan där medlemmar av samma släkt oavbrutet varit präster i många generationer ges nedan. I några få av dessa gamla prästsläkter lever yrkestraditionen kvar på liknande sätt än idag.[källa behövs]

## Svenska prästsläkter i urval
Siffra efter namnet anger antal präster inom samma släkt. [källa behövs]
- Acrelius Uppsala 11
- Afzelius Skara 12
- Ahlqvist Kalmar (Öland) 10
- Alander Växjö 8
- Alanus Åbo 11
- Alcenius Åbo 11
- Alenius Skara 9
- Alftan Åbo 10
- Allessen Lund 11
- Arhusiander Västerås 16
- Aurelius Linköping 15

- Benzelius fyra ärkebiskopar 1600-1700-tal
- Bexell Växjö 17
- Billing Lund 26
- Blix Härnösand 28
- Boëthius Västerås 14
- Brask Linköping 8
- Bredberg Skara 13
- Bring Lund 18

- Catonius Kalmar 9
- Christernin Västerås 11
- Cnattingius Linköping 17
- Colliander Växjö 42
- Dahlerus Kalmar 15
- Danell Skara 6
- Drake Härnösand 14
- Duræus Linköping 10
- Dusæus Växjö 8

- Ekelund Karlstad 11
- Enhörning Strängnäs 9

- Fant Uppsala 12
- Fegraeus Skara 11
- Fornander Växjö & Kalmar 14
- Fryxell Karlstad 12

- Gadd Lund 7
- Gezelius Västerås 20
- Giädda Göteborg 17
- Graan Härnösand 10
- Grape Härnösand 12

- Hallman Strängnäs 18
- Hellenius Västerås 10
- Herlitz Visby 14
- Holstenius Västerås 18
- Humble Växjö & Uppsala 17
- Huss Härnösand 39

- Kempe Skara 16
- Kernell Linköping 12
- Kjerrulf Göteborg 15
- Klefbeck Skara 11
- Klockhoff Härnösand 13
- Kolmodin Uppsala m.fl. 21

- Læstadius Härnösand 10
- Lagerlöf Karlstad 12
- Landahl Skara 18
- Ling Växjö 10
- Ljung Strängnäs 16
- Lutteman Visby 26
- Lyth Visby 15

- Melin Skara 11
- Meurling Linköping 21
- Moræus Västerås 10
- Noraeus[1] Härnösand (Nora, Ångermanland)

- Otter Skara 15

- Palme Lund 9
- Pontén Växjö 18

- Quiding Lund 23

- Rodhin Skara 13
- Rogberg Växjö 16
- Ruth Västerås 14
- Rydelius Östra Ryd 13
- Rydelius Västra Ryd 9
- Sellin[2] Härnösand
- Schartau Lund 11
- Schultzberg Västerås 16
- Spak Karlstad 9
- Spegel Växjö 13

- Stenhammar Linköping 8
- Stobæus Lund 10
- Sundelin Härnösand m.fl. 24
- Svalander Växjö 11
- Swebilius Kalmar 15
- Swedelius Västerås 15

- Tegnér Växjö 8
- Terserus Linköping 12
- Thelaus Härnösand 20
- Tillæus Västerås 18
- Troilius Västerås 8
- Trägårdh Lund 19

- Unger Karlstad 10

- Waldenström Karlstad 11
- Wallerius Göteborg 19
- Wetterberg Göteborg 12
- Victorin Skara 11

- Åsbrink Uppsala 8

- Älf Linköping 10